# Ілава
Іла́ва  (пол. Iława) — місто та ґміна у Вармінсько-Мазурському воєводстві Польщі. Адміністративний центр Ілавського повіту Вармінсько-Мазурського воєводства. У 1975—1998 роках місто адміністративно належало до Ольштинського воєводства.

## Географія
Місто лежить на річці Ілавка між південними озерами Польщі Єзьорак та Ілавським. Місто — центр відпочинку, ґміна — сільськогосподарський регіон.

## Історія
Численні українці в рядах російської армії (зокрема Ізюмський та Єлісаветградський гусарський полки) брали участь в битві під Ілавою 7-8 лютого 1807 р., яка стала найкривавішою битвою російсько-прусько-французької війни.

## Демографія
Демографічна структура станом на 31 березня 2011 року:
|          | Загалом | Допрацездатний вік | Працездатний вік | Постпрацездатний вік |
| -------- | ------- | ------------------ | ---------------- | -------------------- |
| Чоловіки | 15983   | 3110               | 11317            | 1556                 |
| Жінки    | 17338   | 3000               | 10586            | 3752                 |
| Разом    | 33321   | 6110               | 21903            | 5308                 |

## Економіка
За даними 2002 року ґміна Ілава має площу 21.88 км², з якої 23 % — фермерські землі і 14 % ліс. Місто займає 1.58 % площі ґміни. За даними 2002 року середній прибуток на мешканця становив 1328,75 злотих (zł). У Ілаві розвивається харчова промисловість (в основному переробка картоплі і птиці), деревпереробна (меблі), хімічна (парфуми) промисловість, будівництво і будівельні матеріали. Велику роль в економіці міста відіграє туризм.

## Українська громада Ілави
Греко-католицька парафія св. Апостола Іоанна, вул. Митрополита Андрія Шептицького (Metropolity Andrzeja Szeptyckiego, 8) в Ілаві заснована в 1990 р. В 1993 р. влада міста Ілава передала парафії покинутий будинок газовні, який перебудовано на церкву. 8 грудня 1996 р. тут відправлено першу службу. Церква була освячена 26 вересня 1998 р. архієпископом Іваном Мартиняком. Стараннями місцевої громади вулиці, на якій розташовується церква, надано ім’я митрополита Андрія Шептицького.

## Галерея

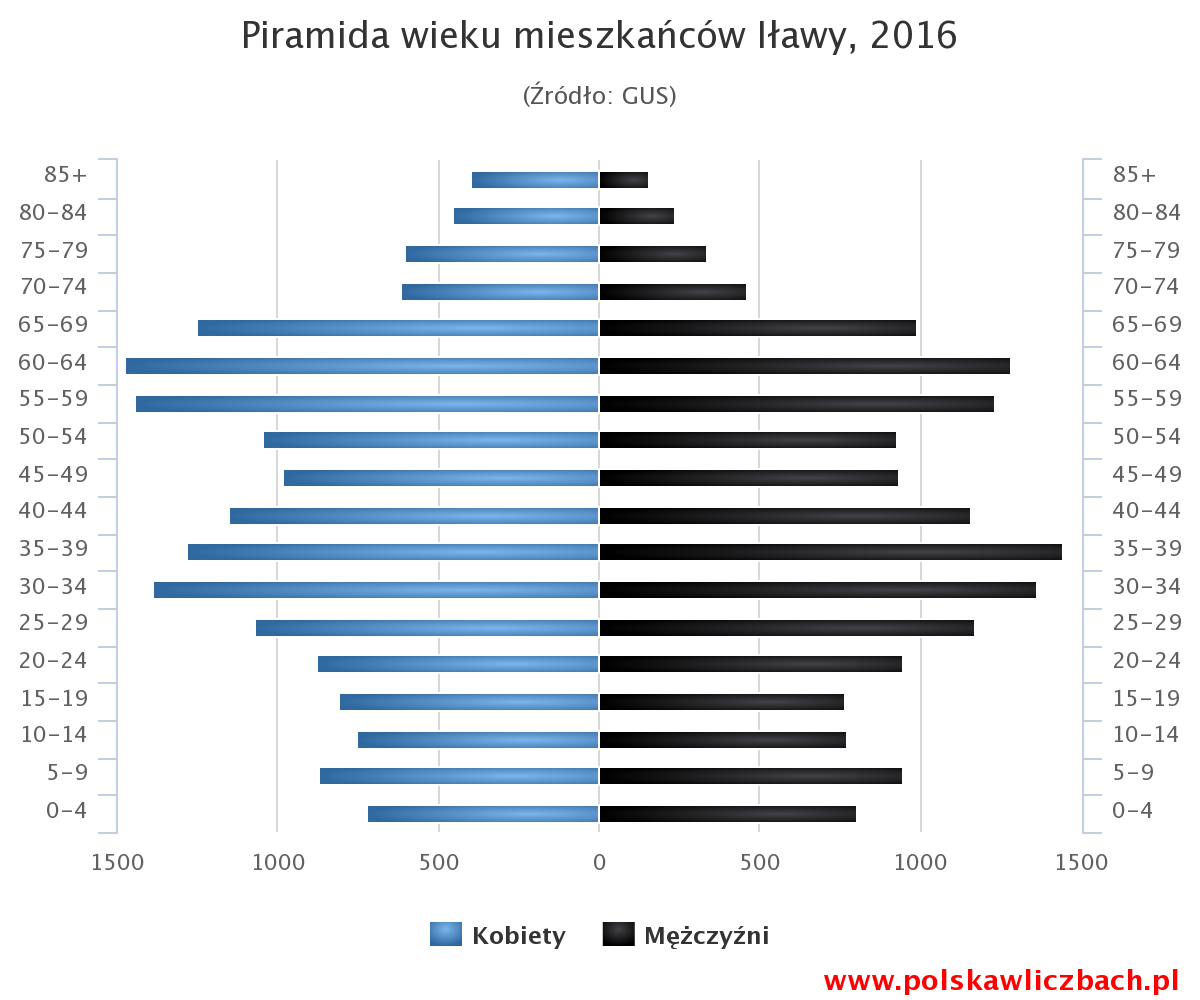
Піраміда вікових груп населення
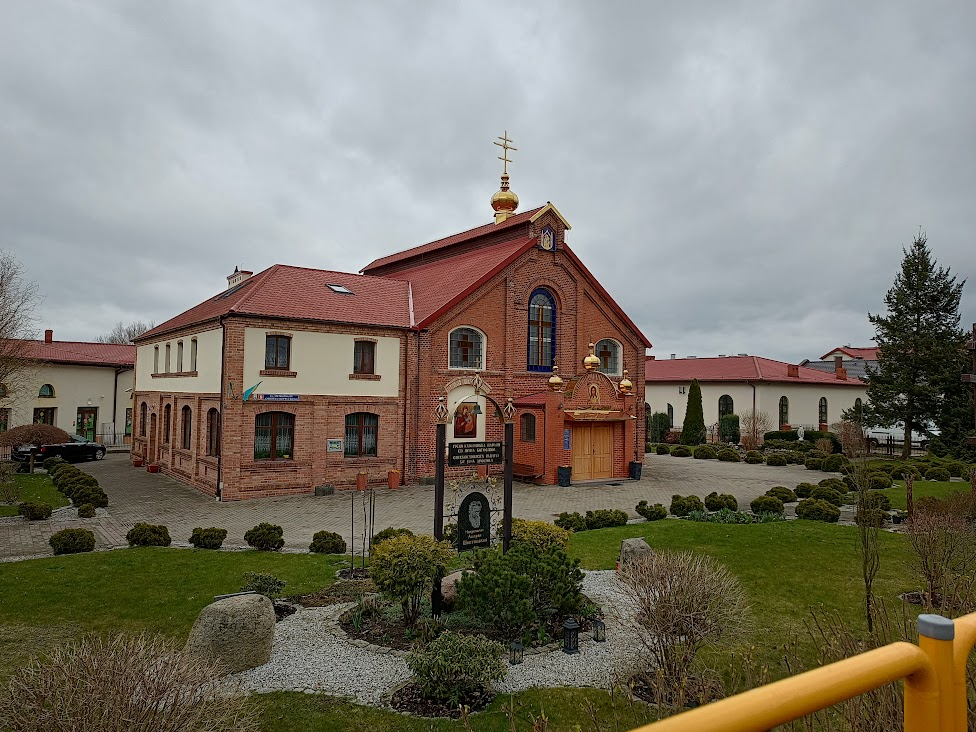
Греко-католицька церква в Польщі